# Đội tuyển bóng đá bãi biển quốc gia Quần đảo Solomon
Đội tuyển bóng đá bãi biển quốc gia Quần đảo Solomon đại diện Quần đảo Solomon tham dự các giải thi đấu bóng đá bãi biển quốc tế và được điều hành bởi S.I.F.F, cơ quan quản lý bóng đá ở Quần đảo Solomon.

## Đội hình hiện tại
Chính xác tính đến tháng 9 năm 2013
Ghi chú: Quốc kỳ chỉ đội tuyển quốc gia được xác định rõ trong điều lệ tư cách FIFA. Các cầu thủ có thể giữ hơn một quốc tịch ngoài FIFA.
| Số | VT | Quốc gia | Cầu thủ         |
| -- | -- | -------- | --------------- |
| 1  | TM |          | Abraham Bird    |
| 2  | HV |          | Samson Takayama |
| 3  | TĐ |          | Seni Ngava      |
| 4  | HV |          | Patrick Marie   |
| 5  | TĐ |          | Anthony Talo    |
| 6  | TĐ |          | Nicholas Muri   |

| Số | VT | Quốc gia | Cầu thủ         |
| -- | -- | -------- | --------------- |
| 7  | TĐ |          | Robert Laua     |
| 8  | HV |          | McPhilip Aisa   |
| 9  | TĐ |          | Augustine Anisi |
| 10 | TĐ |          | James Naka      |
| 11 | TĐ |          | Joe Luwi        |
| 12 | TM |          | Fred Hale       |

Huấn luyện viên: Gideon Omokirio

## Thành tích
- Giải vô địch bóng đá bãi biển châu Đại Dương: Vô địch
  - 2006, 2007, 2009, 2013

Ghi chú: Không có giải vô địch năm 2008  – Quần đảo Solomon được tự động lựa chọn như là đội tuyển tốt nhất châu lục tham dự Giải vô địch thế giới)